# Parco nazionale Thy
Il parco nazionale Thy (in danese Nationalpark Thy) è un'area naturale protetta che si trova nella penisola dello Jutland, in Danimarca. Istituito nel 2007, prende il nome dalla regione geografica dello Jutland nordoccidentale. Occupa la zona costiera per circa 55 chilometri fra Hanstholm e Agger Tange.